# Sheffield Wednesday
Sheffield Wednesday (offiziell: Sheffield Wednesday Football Club), gegründet 1867, ist neben Sheffield United einer von zwei bedeutenden Fußballvereinen in der englischen Stadt Sheffield. Die Mannschaft wird auch „The Owls“ (deutsch „Die Eulen“) genannt und spielt in blau-weiß gestreiften Hemden. Der Club wurde bisher viermal englischer Fußballmeister (1903, 1904, 1929 und 1930) und dreimal Pokalsieger (1896, 1907 und 1935). In den 1990er Jahren war der Club letztmals und durchgängig Erstligist. 2023 gelang die Rückkehr in die zweitklassige EFL Championship.
Der ungewöhnliche und im englischen Fußball einmalige Namenszusatz „Wednesday“ (deutsch „Mittwoch“) rührt vom Gründungsverein The Wednesday Cricket Club her, welcher zunächst nur mittwochabends antrat.

## Geschichte
Sheffield Wednesday wurde als The Wednesday Cricket Club, also als Cricketverein gegründet. Um die Ertüchtigung der Mitglieder auch in den Wintermonaten aufrechtzuerhalten, richtete man wenig später auch eine Fußballabteilung ein. Nachdem der Verein bereits die ersten Jahre seiner Geschichte überwiegend in der ersten englischen Liga verbracht hatte, gelang 1903 der Gewinn der ersten Meisterschaft in der First Division 1902/03. In der folgenden Saison 1903/04 sicherte sich die Mannschaft erneut den Titel. Bereits 1896 hatte Sheffield Wednesday erstmals den seit 1871 ausgetragenen FA Cup gewonnen; der Finalgegner Wolverhampton Wanderers wurde mit 2:1 bezwungen. 1907 folgte der zweite Triumph, nachdem im Finale der FC Everton mit 2:1 besiegt worden war.
In der Saison 1919/20 stieg Sheffield Wednesday erstmals seit 21 Jahren wieder aus der First Division ab und erreichte erst 1926 die Rückkehr ins englische Oberhaus, wo 1928/29 die dritte englische Meisterschaft gefeiert wurde. Wie 26 Jahre zuvor wurde der Titel im Folgejahr verteidigt. Bekannte Spieler des Teams von Trainer Robert Brown in dieser Zeit waren u. a. Ernie Blenkinsop, Jack Brown, Jack Allen und Harry Burgess. Einen weiteren Triumph feierte der Verein 1935 beim dritten Gewinn des FA Cup. Im seit 1923 in Wembley ausgetragenen Finale zog West Bromwich Albion mit 2:4 den Kürzeren. Im Anschluss folgte der Titel im FA Charity Shield gegen den englischen Meister FC Arsenal.
Zwei Jahre später stieg Sheffield Wednesday erneut in die zweite Liga ab und pendelte die folgenden 22 Jahre zwischen den beiden höchsten englischen Spielklassen. Erst ab der Saison 1959/60 konnte sich der Verein wieder für elf Jahre in der First Division etablieren. Nach einem fünften Platz im ersten Jahr erreichte die Mannschaft in der Football League First Division 1960/61 unter Trainer Harry Catterick die Vizemeisterschaft hinter den Tottenham Hotspur. Die Mannschaft nahm anschließend am Messestädte-Pokal 1961/62 teil und erreichte nach Erfolgen über Olympique Lyon und den AS Rom das Viertelfinale gegen den FC Barcelona, der sich mit 2:3 und 2:0 durchsetzte. Eine zweite Teilnahme erfolgte im Messestädte-Pokal 1963/64, dort kam das Aus bereits in der zweiten Runde gegen den 1. FC Köln. Auch in den folgenden Jahren behauptete sich Wednesday im oberen Tabellendrittel, ehe 1965/66 mit Platz 17 der Klassenerhalt nur knapp erreicht wurde. Erfolgreicher agierte die Mannschaft von Trainer Alan Brown im FA Cup und erreichte das Finale des Wettbewerbs. Vor etwa 100.000 Zuschauern in Wembley siegte am 14. Mai 1966 allerdings der FC Everton mit 3:2. Nach weiteren Jahren in der ersten Liga konnte der Abstieg in der First Division 1969/70 jedoch nicht wie 1966 erneut vermieden werden. Bedeutende Spieler in diesen Jahren waren u. a. Redfein Froggatt, Ron Springett und Don Megson.
Die Rückkehr in die erste Liga gelang 14 Jahre später, nachdem der Verein zwischenzeitlich in der dritten Liga gespielt hatte. Nach dem achten Platz im ersten Jahr 1984/85 erreichte die Mannschaft ein Jahr später den fünften Platz in der Saison 1985/86. Durch die immer wieder auftretenden Hooligan-Probleme im englischen Fußball, die nach der Heysel-Katastrophe 1985 auch verstärkt ins Blickfeld der UEFA geraten waren, wurden alle englischen Fußballmannschaften zunächst für unbestimmte Zeit von internationalen Vereinswettbewerben ausgeschlossen. Die später auf fünf Jahre begrenzte Sperre wirkte sich damit auch negativ auf Sheffield Wednesday aus, die sonst am UEFA-Pokal 1986/87 teilgenommen hätten. In den folgenden Jahren führte der Weg stetig weiter abwärts in der Tabelle, ehe der Verein nach der First Division 1989/90 erneut den Gang in die Second Division antreten musste. Punktgleich mit dem Tabellen-17. Luton Town entschied das um zwei Tore schlechtere Torverhältnis zu Ungunsten von Wednesday.

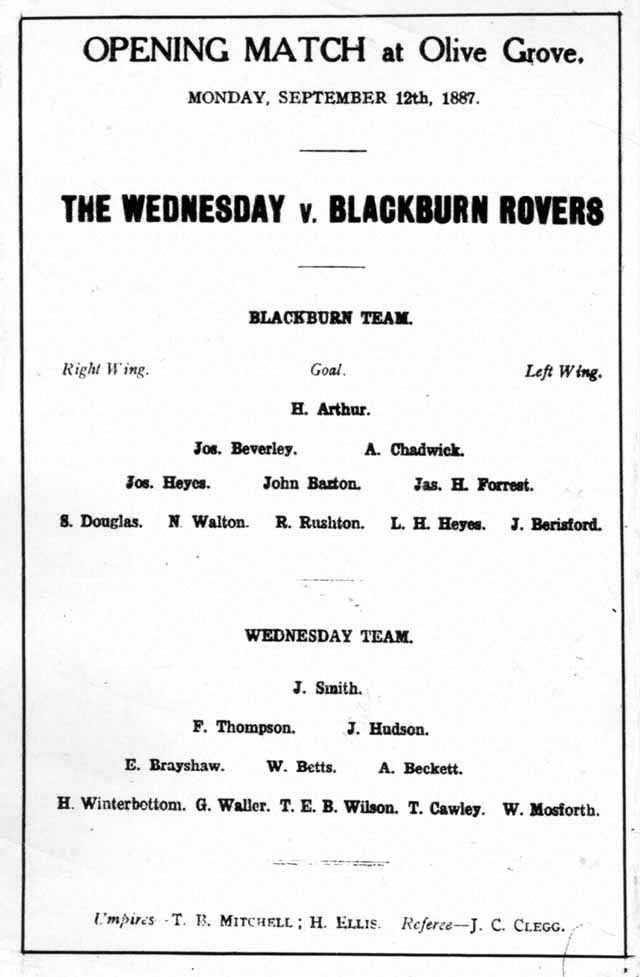
Flugblatt, das für ein Spiel von „The Wednesday“ gegen die Blackburn Rovers am 12. September 1887 im Olive Grove wirbt.

Die Mannschaft stieg in der Saison 1990/91 direkt wieder in die erste Liga auf: als Tabellendritter hinter Oldham Athletic und West Ham United. Zudem gewann Sheffield Wednesday den Titel im League Cup 1990/91. Gegner im Finale in Wembley war das von Alex Ferguson trainierte Manchester United, dass durch ein Tor vom irischen Nationalspieler John Sheridan mit 1:0 bezwungen wurde. Trainer Ron Atkinson, der anschließend den Trainerposten bei Aston Villa übernahm, setzte im Spiel u. a. auf Roland Nilsson, John Harkes, Nigel Pearson und Nigel Worthington. Auch unter dem zunächst als Spielertrainer agierenden Trevor Francis, konnte die Mannschaft ihre gute Form halten und erreichte in der letzten Saison der First Division 1991/92 den dritten Tabellenplatz hinter Meister Leeds United und dem Zweiten Manchester United. Durch diesen Erfolg waren die Owls im UEFA-Pokal 1992/93 spielberechtigt und zogen nach zwei Siegen (8:1 und 2:1) in die zweite Runde ein. Dort erwies sich der deutsche Vertreter 1. FC Kaiserslautern als zu stark. Nach einer 1:3-Niederlage im Fritz-Walter-Stadion, bedeutete das 2:2 in Hillsborough das frühe Aus.
Die Premierensaison in der neu gegründeten Premier League 1992/93 beendete der Club auf dem siebenten Tabellenplatz. Im FA Cup 1992/93 erreichte er das Finale gegen den von George Graham trainierten FC Arsenal. Vor 79.347 Zuschauern in Wembley hatte Ian Wright Arsenal in Führung geschossen, ehe David Hirst für Sheffield ausglich. Da dieser Spielstand auch nach Verlängerung bestehen blieb, wurde ein Wiederholungsspiel benötigt, um den Sieger festzustellen. Dieses fand fünf Tage später am 20. Mai 1993 erneut in Wembley statt und endete nach Toren von Ian Wright und Andy Linighan sowie einem Gegentreffer von Chris Waddle mit 2:1 für Arsenal. Bereits am 18. April 1993 hatten beide Mannschaften das Finale des Ligapokal 1992/93 ausgetragen. John Harkes frühe Führung wurde durch Paul Merson ausgeglichen, ehe Steve Morrow in der 68. Minute den Siegtreffer für Arsenal erzielte. Die erfolgreiche Saison endete also ohne Titel für die Mannschaft aus Sheffield. Als Ehre für den Verein kann jedoch die Wahl von Chris Waddle zu Englands Fußballer des Jahres 1993 angesehen werden. Nach einem erneuten siebenten Platz in der Premier League 1993/94 und Platz 13 ein Jahr später, konnte in der Saison 1995/96 der Klassenerhalt mit Platz 15 nur knapp gesichert werden. Deutlich besser gestaltete die Mannschaft unter Trainer David Pleat das Spieljahr 1996/97. Mit Platz 7 wurde eine erneute Teilnahme am Europapokal nach 1992 nur knapp verpasst. Der Weg führte in den kommenden beiden Jahren jedoch in die untere Tabellenhälfte und gipfelte im Abstieg in der Premier League 1999/2000. Als Tabellenvorletzter konnte das Team lediglich den Aufsteiger FC Watford hinter sich lassen und stieg damit nach neun Jahren Erstklassigkeit wieder ab.
Nach drei Jahren in der nun zweitklassigen First Division, folgte 2003 als Drittletzter der Abstieg in die dritte Liga. In der Saison 2004/05 gelang jedoch in der nun Football League One genannten dritten Liga der Wiederaufstieg. Im Play-off-Finale setzte sich Sheffield unter Trainer Paul Sturrock als Tabellenfünfter mit 4:2 gegen den Sechsten Hartlepool United durch. In den folgenden Jahren etablierte sich das Team von Trainer Brian Laws in der Football League Championship, ehe in der Saison 2009/10 der erneute Abstieg in die dritte Liga erfolgte. Nach der Entlassung von Brian Laws Mitte Dezember 2009, konnte die Mannschaft auch unter dem Nachfolger Alan Irvine die Spielklasse nicht halten und tritt damit seit der Saison 2010/11 wieder in der dritten Liga an.

Altes Vereinslogo (1999–2016)

Milan Mandaric übernahm in der darauffolgenden Saison den in argen finanziellen Schwierigkeiten steckenden Club, er kaufte ihn für 1 englisches Pfund und bezahlte dessen Schulden.
Sportlich wurde der angepeilte Wiederaufstieg verfehlt, im Februar wurde Alan Irvine entlassen und durch Gary Megson ersetzt. Wednesday beendete die Saison auf dem 15. Platz.
Erfolgreicher wurde in die Saison 2011/2012 gestartet. Doch obwohl er gegen den Stadt-(und Aufstiegs-)rivalen Sheffield United gerade das Derby 1:0 gewonnen hatte und Wednesday auf dem dritten Rang lag, wurde Gary Megson Ende Februar seines Amtes enthoben. Im Kampf um die beiden ersten Plätze, die einen direkten Aufstieg garantierten, hatte er zuletzt zu viel an Boden verloren.
Am 1. März 2012 wurde Dave Jones als neuer Trainer vorgestellt. Er sollte versuchen den Aufstieg ohne den Umweg der Play-offs zu realisieren. Unter Dave Jones schaffte das Team in den letzten zwölf Spielen 10 Siege und 2 Unentschieden, übernahm kurz vor Saisonende von Stadtrivalen Sheffield United den 2. Platz, und stieg direkt in die zweithöchste Liga Football League Championship auf.
Nach einem 18. Platz in der Saison 2012/13 konnte sich die Mannschaft aus Hillsborough mit einem 16. Platz in der Folgesaison steigern. Anschließend folgte ein 13. Platz in der Saison 2014/15. Am 2. März 2015 verkündete Sheffield Wednesday mit dem Thailänder Dejphon Chansiri einen neuen Besitzer für den Verein, nachdem dieser für 37,5 Millionen Euro den Verein vom alten Besitzer, Milan Mandarić gekauft hatte.
In der ersten Saison, nachdem Chansiri der Besitzer des Vereins geworden war, gelang Wednesday in der Saison 15/16 ein herausragender sechster Platz in der Tabelle, wodurch sie für die Play-off-Spiele qualifiziert waren. Dort gewannen sie das Halbfinale gegen Brighton Hove & Albion insgesamt mit 3:1, unterlagen jedoch im Finale im Wembley-Stadion mit 0:1 gegen Hull City und verpassten dadurch knapp den Aufstieg in die Premier League. In der Saison 2016/17 qualifizierte sich Wednesday mit Platz 4 in der Championship erneut für die Play-offs, dort unterlagen sich jedoch dem späteren Aufsteiger Huddersfield Town im Elfmeterschießen.
Nachdem sie zweimal in Folge den Aufstieg in den Play-offs knapp verfehlt hatten, gelang ihnen in der Saison 2017/18 jedoch nur der 15. Rang in der Endtabelle. In der Saison 2018/19 konnte man sich leicht auf den zwölften Rang steigern, wohingegen der Stadtrivale Sheffield United jedoch auf dem zweiten Platz direkt in die Premier League aufstieg. Nach einem erneuten 15. Platz in der Saison 2019/20 stiegen sie in der Saison 2020/21 in die League One ab, nachdem ihnen 12 Punkte, die im Nachhinein noch zu sechs Punkten reduziert worden waren, aufgrund eines Verstoßes gegen die Ausgaberegeln der EFL. Die sechs Punkten fehlten Wednesday am Ende zum Klassenerhalt in der Championship.
In ihrer ersten Saison in der dritthöchsten Spielklasse in England wurden sie direkt vierter, wodurch sie an den Play-offs zum Aufstieg in die Championship teilnehmen durften. Dort verloren sie jedoch insgesamt mit 1:2 gegen AFC Sunderland und mussten damit ein weiteres Jahr in der League One verweilen. Doch in der Saison 2022/23 kehrten sie, nachdem sie in der regulären Saison dritter geworden waren und in den anschließenden Play-offs erst Peterborough United im Halbfinale und dann im Finale mit 1:0 n. V. gegen den FC Barnsley gewonnen hatten, nach 2 Jahren wieder in der zweithöchsten Spielklasse zurück. Trainer von Sheffield Wednesday ist der deutsche Ex-Co-Trainer von Hansi Flick, Danny Röhl. Er übernahm das Team am 13. Oktober 2023, als man nach 13 Spielen mit 3 Punkten Tabellenletzter war. Unter dem neuen Trainer konnte die Leistung gesteigert werden und man konnte als Tabellenzwanzigster die Klasse halten.
Zur kommenden Saison blieb Röhl im Amt. Als Neuzugänge konnte man Iké Ugbo von seiner Leihe für drei Millionen Euro fest verpflichten. Zudem konnte man mit James Beadle von Brighton & Hove Albion ein junges englisches Torhütertalent ausleihen. Man beendete die Saison im gesicherten Mittelfeld auf Platz 12. Top-Torschütze diese Saison war Josh Windass mit 13 Saisontoren. Durch sein Tor am letzten Spieltag gegen Watford stieg Windass zum Top-Torschützen für Sheffield Wednesday im 21. Jahrhundert auf.

## Stadion

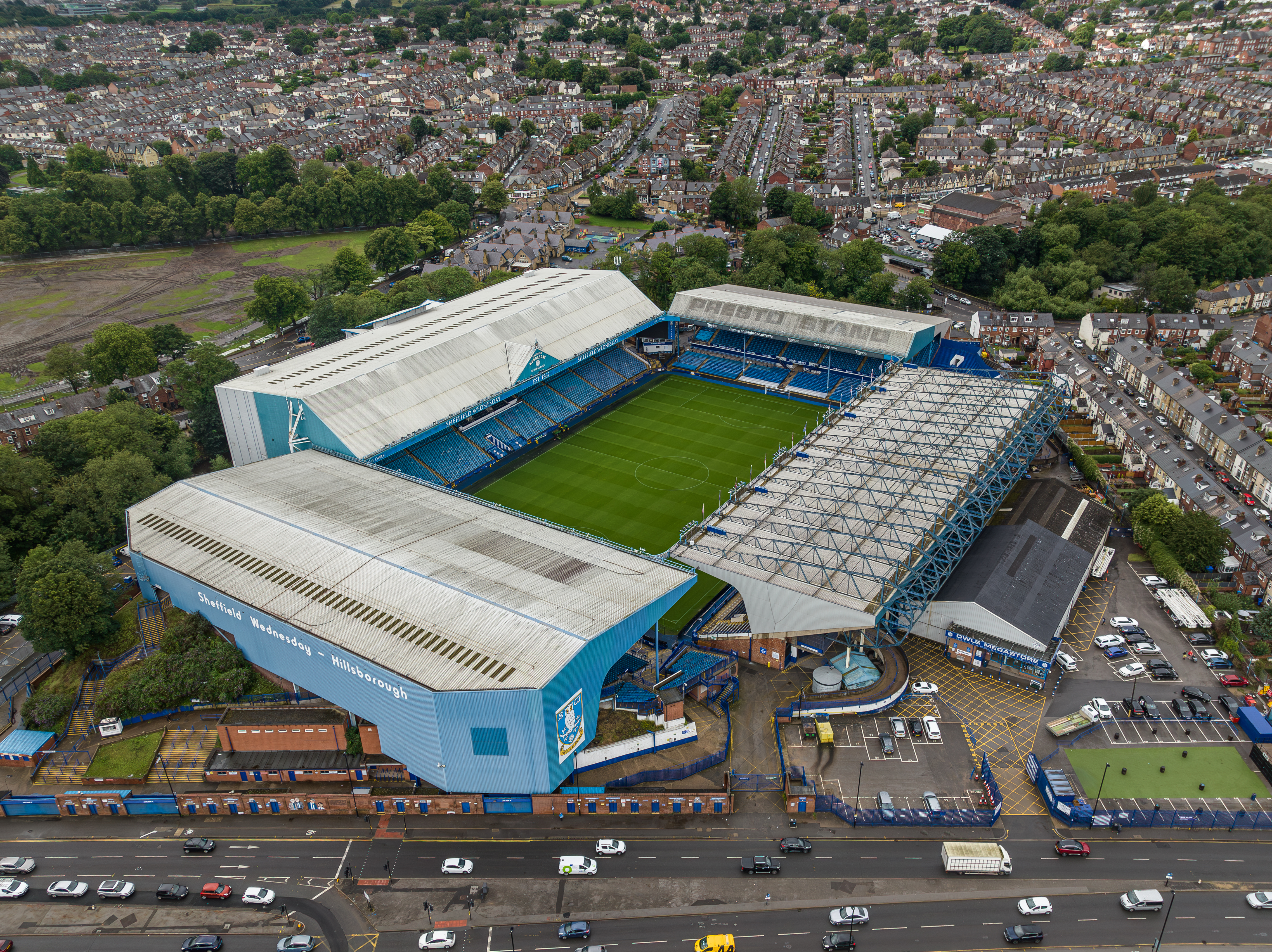
Hillsborough-Stadion

Sheffield Wednesday spielt im Hillsborough-Stadion mit einer Kapazität von circa 39.859 Sitzplätzen. Das Stadion ist bekannt durch die große Stadionkatastrophe vom 15. April 1989, in der 96 Menschen an Absperrgittern zum Spielfeld zerquetscht wurden, als tausende Fußballfans auf die Tribüne drängten. Seitdem wurden gemäß dem Taylor-Report die Zäune in sämtlichen englischen Fußballstadien entfernt und in der Premier League (erste englische Liga) nur noch Sitzplätze zugelassen. Den größten Zuschauerzuspruch konnte der Klub am 17. Februar 1934 mit 72.841 Besuchern im FA-Cup-Spiel gegen Manchester City verzeichnen.

## Statistik

### Erfolge
- Englische Fußballmeisterschaft
  - Meister: 1903, 1904, 1929, 1930
  - Vizemeister: 1961
  - Dritter: 1906, 1913, 1931, 1932, 1933, 1935, 1992
- Second Division
  - Meister: 1900, 1926, 1952, 1956, 1959
  - Vizemeister: 1950, 1984
  - Dritter: 1939, 1991
- Englischer Fußballpokal (FA Cup)
  - Sieger: 1896, 1907, 1935
  - Finalist: 1890, 1966, 1993
- Englischer Fußball-Ligapokal
  - Sieger: 1991
  - Finale: 1993
- Englischer Fußball-Superpokal (FA-Community-Shield)
  - Sieger: 1935
  - Finale: 1930
- Cromwell-Pokal
  - Sieger: 1867
- Messestädte-Pokal
  - Viertelfinale: 1961/62

### Europapokalbilanz
| Saison  | Wettbewerb         | Runde         | Gegner               | Gesamt | Hin     | Rück    |
| ------- | ------------------ | ------------- | -------------------- | ------ | ------- | ------- |
| 1961/62 | Messestädte-Pokal  | 1. Runde      | Olympique Lyon       | 7:6    | 2:4 (A) | 5:2 (H) |
| 1961/62 | Messestädte-Pokal  | 2. Runde      | AS Rom               | 4:1    | 4:0 (H) | 0:1 (A) |
| 1961/62 | Messestädte-Pokal  | Viertelfinale | CF Barcelona         | 3:4    | 3:2 (H) | 0:2 (A) |
| 1963/64 | Messestädte-Pokal  | 1. Runde      | Utrecht              | 8:2    | 4:1 (A) | 4:1 (H) |
| 1963/64 | Messestädte-Pokal  | 2. Runde      | 1. FC Köln           | 3:5    | 2:3 (A) | 1:2 (H) |
| 1992/93 | UEFA-Pokal         | 1. Runde      | Spora Luxemburg      | 10:20  | 8:1 (H) | 2:1 (A) |
| 1992/93 | UEFA-Pokal         | 2. Runde      | 1. FC Kaiserslautern | 3:5    | 1:3 (A) | 2:2 (H) |
| 1995    | UEFA Intertoto Cup | Gruppenphase  | FC Basel             | 0:1    | 0:1 (A) |         |
| 1995    | UEFA Intertoto Cup | Gruppenphase  | Górnik Zabrze        | 3:2    | 3:2 (H) |         |
| 1995    | UEFA Intertoto Cup | Gruppenphase  | Karlsruher SC        | 1:1    | 1:1 (A) |         |
| 1995    | UEFA Intertoto Cup | Gruppenphase  | Aarhus GF            | 3:1    | 3:1 (H) |         |

Gesamtbilanz: 18 Spiele, 9 Siege, 2 Unentschieden, 7 Niederlagen, 45:30 Tore (Tordifferenz +15)

### Bekannte ehemalige Spieler

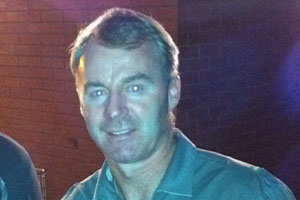
Der irische Nationalspieler John Sheridan spielte von 1989 bis 1996 für Sheffield Wednesday

- Tommy Crawshaw (1894–1908)
- Ernie Blenkinsop (1923–1934)
- Jack Brown (1923–1937)
- Jack Allen (1926–1930)
- Harry Burgess (1929–1935)
- Redfein Froggatt (1945–1960)
- Ron Springett (1958–1967)
- Don Megson (1959–1970)
- Tommy Craig (1968–1974)
- Bob Bolder (1977–1983)
- Mel Sterland (1978–1988)
- Peter Shirtliff (1979–1986, 1989–1993)
- Gary Bannister (1981–1984)
- Gary Megson (1981–1984, 1985–1989)
- Lee Chapman (1984–1988)
- Brian Marwood (1984–1988)
- Nigel Worthington (1984–1994)
- David Hirst (1986–1997)
- Nigel Pearson (1987–1994)
- Kevin Pressman (1987–2004)
- Roland Nilsson (1989–1994)
- Carlton Palmer (1989–1994, 2001)
- John Sheridan (1989–1996)
- Danny Wilson (1990–1993)
- John Harkes (1990–1993)
- Trevor Francis (1990–1994)
- Viv Anderson (1991–1993)
- Chris Woods (1991–1996)
- Chris Waddle (1992–1996)
- Andy Sinton (1993–1996)
- Des Walker (1993–2001)
- Dan Petrescu (1994–1995)
- Klas Ingesson (1994–1996)
- Peter Atherton (1994–2000)
- Marc Degryse (1995–1996)
- Steve Nicol (1995–1998)
- Paolo Di Canio (1997–1999)
- Niclas Alexandersson (1997–2000)
- Wim Jonk (1998–2001)
- Shefki Kuqi (2002–2003)
- Glenn Whelan (2004–2008)
- Marcus Tudgay (2006–2011)
- Atdhe Nuhiu (2013–2020)

### Trainerchronik

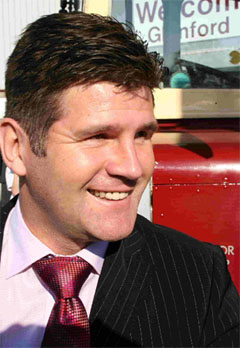
Brian Laws trainierte Sheffield Wednesday von 2006 bis 2009

- Arthur Dickinson (1891–1920)
- Robert Brown (1920–1933)
- Billy Walker (1933–1937)
- Jimmy McMullan (1937–1942)
- Eric Taylor (1942–1958)
- Harry Catterick (1958–1961)
- Vic Buckingham (1961–1964)
- Alan Brown (1964–1968)
- Jack Marshall (1968–1969)
- Danny Williams (1969–1971)
- Derek Dooley (1971–1973)
- Steve Burtenshaw (1974–1975)
- Len Ashurst (1975–1977)
- Jack Charlton (1977–1983)
- Howard Wilkinson (1983–1988)
- Peter Eustace (1988–1989)
- Ron Atkinson (1989–1991)
- Trevor Francis (1991–1995)
- David Pleat (1995–1997)
- Ron Atkinson (1997–1998)
- Danny Wilson (1998–2000)
- Paul Jewell (2000–2001)
- Peter Shreeves (2001)
- Terry Yorath (2001–2002)
- Chris Turner (2002–2004)
- Paul Sturrock (2004–2006)
- Brian Laws (2006–2009)
- Alan Irvine (2010–2011)
- Gary Megson (2011–2012)
- Dave Jones (2012–2013)
- Stuart Gray (2013–2015)
- Carlos Carvalhal (2015–2017)
- Jos Luhukay (2018)
- Steve Bruce (2019)
- Garry Monk (2019–2020)
- Tony Pulis (2020)
- Darren Moore (2021–2023)
- Xisco (2023)
- Danny Röhl (2023–2025)
- Henrik Pedersen (2025–   )

### Ligazugehörigkeit
- 1889–1892: Football Alliance
- 1892–1899: Football League First Division
- 1899–1900: Football League Second Division
- 1900–1920: Football League First Division
- 1920–1926: Football League Second Division
- 1926–1937: Football League First Division
- 1937–1950: Football League Second Division
- 1950–1951: Football League First Division
- 1951–1952: Football League Second Division
- 1952–1955: Football League First Division
- 1955–1956: Football League Second Division
- 1956–1958: Football League First Division
- 1958–1959: Football League Second Division
- 1959–1970: Football League First Division
- 1970–1975: Football League Second Division
- 1975–1980: Football League Third Division
- 1980–1984: Football League Second Division
- 1984–1990: Football League First Division
- 1990–1991: Football League Second Division
- 1991–1992: Football League First Division
- 1992–2000: FA Premier League
- 2000–2003: Football League First Division
- 2003–2004: Football League Second Division
- 2004–2005: Football League One
- 2005–2010: Football League Championship
- 2010–2012: Football League One
- 2012–2021: Football League Championship / EFL Championship
- 2021–2023: EFL League One
- seit 2023: EFL Championship